# C·苏根德·拉贾拉姆
C·苏根德·拉贾拉姆（1974年3月12日—），印度外交官，曾任印度駐加納高級專員、印度駐慕尼黑總領事等職務。

## 经历
C·苏根德·拉贾拉姆生于1974年3月12日。他是電子工程師出身。
2001年进入印度外事服务部，选择俄语作为学习外语。他首先於2003年至2006年任職於印度駐俄羅斯使團，隨後在印度駐印度尼西亞（2008年至2011年）和紐約（2011年至2014年）的外交使團任職。他還曾在新德里的外交部總部工作，負責處理印度與斯里蘭卡（2006年至2008年）和巴基斯坦（2015年至2016年）的關係，以及對外宣傳與公共外交（2016年）。2016年11月8日至2020年1月13日擔任印度駐慕尼黑總領事。
2019年12月6日，拉賈拉姆被任命爲下一任印度駐加納高級專員。2020年至2023年，任印度驻加纳高级专员，兼駐多哥和塞拉利昂。2020年1月27日，拉賈拉姆向加納總統遞交國書。期间毕业于加纳海岸角大學，被授予地理和区域规划哲学硕士学位。

## 個人生活
拉賈拉姆會說俄語，並且懂得印尼語和德語。他的妻子普勒蒂巴·帕尔克尔（Pratibha Parkar）曾任印度駐法蘭克福總領事，兩人育有一個女兒。